# Ružica Đamić
Ružica Djamić (1956. – Salzburg, 14. srpnja 2006.), hrvatska glumica.

## Životopis
Završila je ADU u Zagrebu. Tijekom studija je glumila s Kazališnom radionicom "Pozdravi". Sedamdesetih godina, zajedno s   Željkom Vukmiricom intenzivno se bavi i  klaunerijom. 1980-ih je bila članicom GK "Trešnja", a ranih 1990-ih napušta Hrvatsku i živi u Njemačkoj, zatim Švicarskoj i na koncu u Austriji, gdje je i umrla. Pokopana je na zagrebačkom groblju Mirogoj.

## Kazališne uloge
- "Povratak Arlecchina" (1976.), redateljica Ivica Boban,  Kazališna radionica Pozdravi i  Dubrovačke ljetne igre
- "Play Držić" I verzija (1978.), redateljica Ivica Boban,  Dubrovačke ljetne igre,  Kazališna radionica Pozdravi,  Kugla glumište
- "Maškarate ispod kuplja" (1978.), redatelj Ivica Kunčević, Gradsko dramsko kazalište Gavella
- "Play Držić" II verzija (1979.), redateljica Ivica Boban, CKD- Centar za društve djelatnosti &  Kazališna radionica Pozdravi
- "Judita" kao članica glumačke družine u Prologu (1979.), redatelj Marin Carić,  Splitsko ljeto
- "Homo Ludens Corus" (1979.), redatelj Mario Gonsales,  Splitsko ljeto

## Filmografija
- "Djevojke (1976.), redateljica Jasna Mesarić - TV drama
- "Prijeđi rijeku ako možeš" (1977), redatelj Petar Veček - TV film
- "Ivanjska noć" kao Stane Biučić (1979.), redatelj Dražen Piškorić - TV film
- "Judita" kao članica glumačke družine u Prologu (1980.), redatelj Marin Carić - TV film
- "Kanarinčeva ljubovca" (1988.), redatelj Danijel Marušić - TV film

## Vanjske poveznice
- Ružica Djamić u internetskoj bazi filmova IMDb-u (engl.)